# Johanelis Herrera Abreu
Johanelis Herrera Abreu (née le 11 août 1995 à Saint-Domingue) est une athlète italienne, spécialiste du sprint.

## Carrière
Le 17 juin 2018, elle bat son record personnel sur 100 m en 11 s 52 à Orvieto. Le 15 juin 2019, elle le porte à 11 s 51 à Florence (sans vent).
Elle remporte la médaille de bronze lors des Jeux méditerranéens de 2018 sur le relais 4 x 100 m (avec Gloria Hooper, Irene Siragusa et Anna Bongiorni) et est médaillée d’argent lors des Championnats d’Europe espoirs 2015 à Tallinn (avec Anna Bongiorni, Irene Siragusa et Martina Favaretto).
Elle termine 2e du 100 m, en 11 s 59, lors de la demi-finale des Jeux européens de 2019 à Minsk (vent : +1,0).
Elle est médaillée d'or du relais 4 × 100 mètres aux Jeux méditerranéens de 2022 à Oran.